# Rudolf Kozłowski (konserwator)
Rudolf Kozłowski (ur. 11 lipca 1908 w Rakiszkach, zm. 15 marca 1977 w Krakowie) – polski konserwator zabytków.

## Życiorys
Ukończył polskie gimnazjum w litewskim Poniewieżu i w 1927 wyjechał do Krakowa, jednocześnie uzyskując polskie obywatelstwo. W 1932 ukończył krakowską Państwową Szkołę Sztuk Zdobniczych i Przemysłu Artystycznego, a w 1937 krakowską ASP w pracowni Fryderyka Pautscha. W 1935 rozpoczął pracę na Wawelu w Kierownictwie Odnowienia Zamku Królewskiego. W okresie okupacji niemieckiej był pomocnikiem konserwatora na Wawelu, działał również w konspiracji, kolportując gazetę „Dziennik Polski”. W 1949 objął funkcję kierownika pracowni konserwatorskich Państwowych Zbiorów Sztuki na Wawelu, następnie głównego konserwatora muzealnego. Ponadto od 1958 kierował, jako profesor nadzwyczajny, Zakładem Technologii i Konserwacji Teoretycznej Katolickiego Uniwersytetu Lubelskiego. Kierował usuwaniem zniszczeń wojennych w kaplicy Mariackiej i konserwacją malowideł ściennych w kaplicy Świętokrzyskiej. W latach 1948–1952 prowadził badania technologiczne i konserwację obrazu Matki Boskiej Częstochowskiej, ustalając powstanie obecnej wersji obrazu na około 1430, a pierwowzoru na okres między VII a IX wiekiem. Prowadził też badania autentyczności tzw. Światowida ze Zbrucza, uważając, że posąg został zakopany przez jego wyznawców, a w Zbruczu znalazł się w wyniku przesunięcia koryta rzeki. Konserwował również obiekty wyjęte w 1973 z grobu króla Kazimierza IV Jagiellończyka, a w 1952 roku Damę z gronostajem. Pochowany na cmentarzu Rakowickim.